# Hydrazydy

Hydrazydy – grupa organicznych związków chemicznych, o ogólnym wzorze: R-CO-NH-NH2.
Związki te można otrzymać w reakcji kwasów karboksylowych i ich pochodnych z hydrazyną. Reakcja ta polega na addycji nukleofilowej z eliminacją cząsteczki wody lub alkoholu, czy chlorowodoru w zależności od substratu.
Przykłady hydrazydów: 
- semikarbazyd - hydrazyd kwasu karbaminowego, aminomocznik, H2N-CO-NH-NH2
- luminol - aminohydrazyd kwasu ftalowego lub hydrazyd kwasu 3-aminoftalowego
- izoniazyd - hydrazyd kwasu izonikotynowego
- antyrost - hydrazyd kwasu maleinowego